# Lelapiella incrustans
Lelapiella incrustans är en svampdjursart som beskrevs av Jean Vacelet 1977. Lelapiella incrustans ingår i släktet Lelapiella och familjen Lelapiellidae.
Artens utbredningsområde är havet kring Madagaskar. Utöver nominatformen finns också underarten L. i. sphaerulifera.